# Silberschlag (cràter)

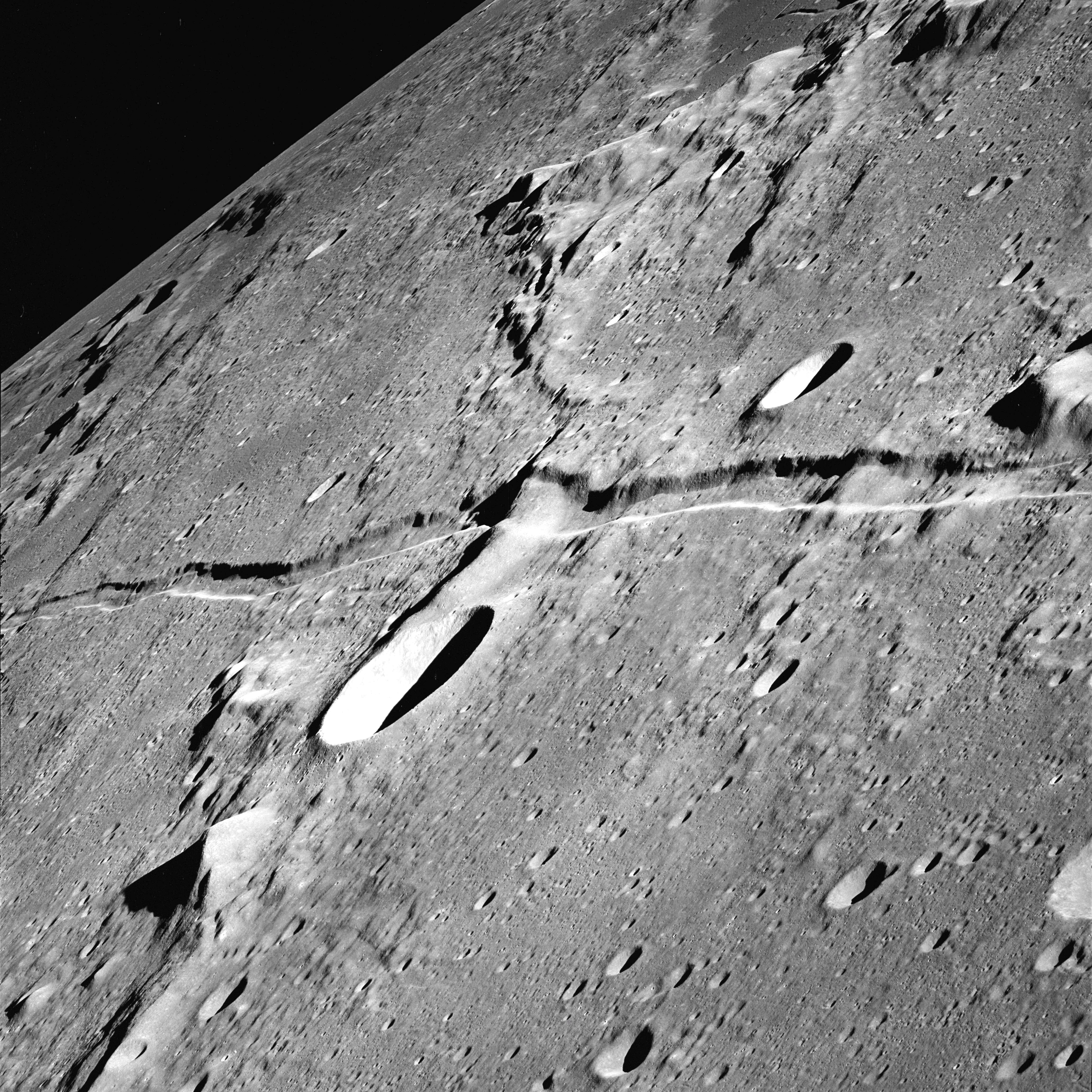
Fotografia de la missió Apol·lo 10

Silberschlag és un petit cràter d'impacte circular, situat en la part central de la Lluna. Es troba entre els cràters Agrippa al sud-oest i Juli Cèsar al nord-est. Té forma de bol i està unit en el seu bord nord a una petita cresta.

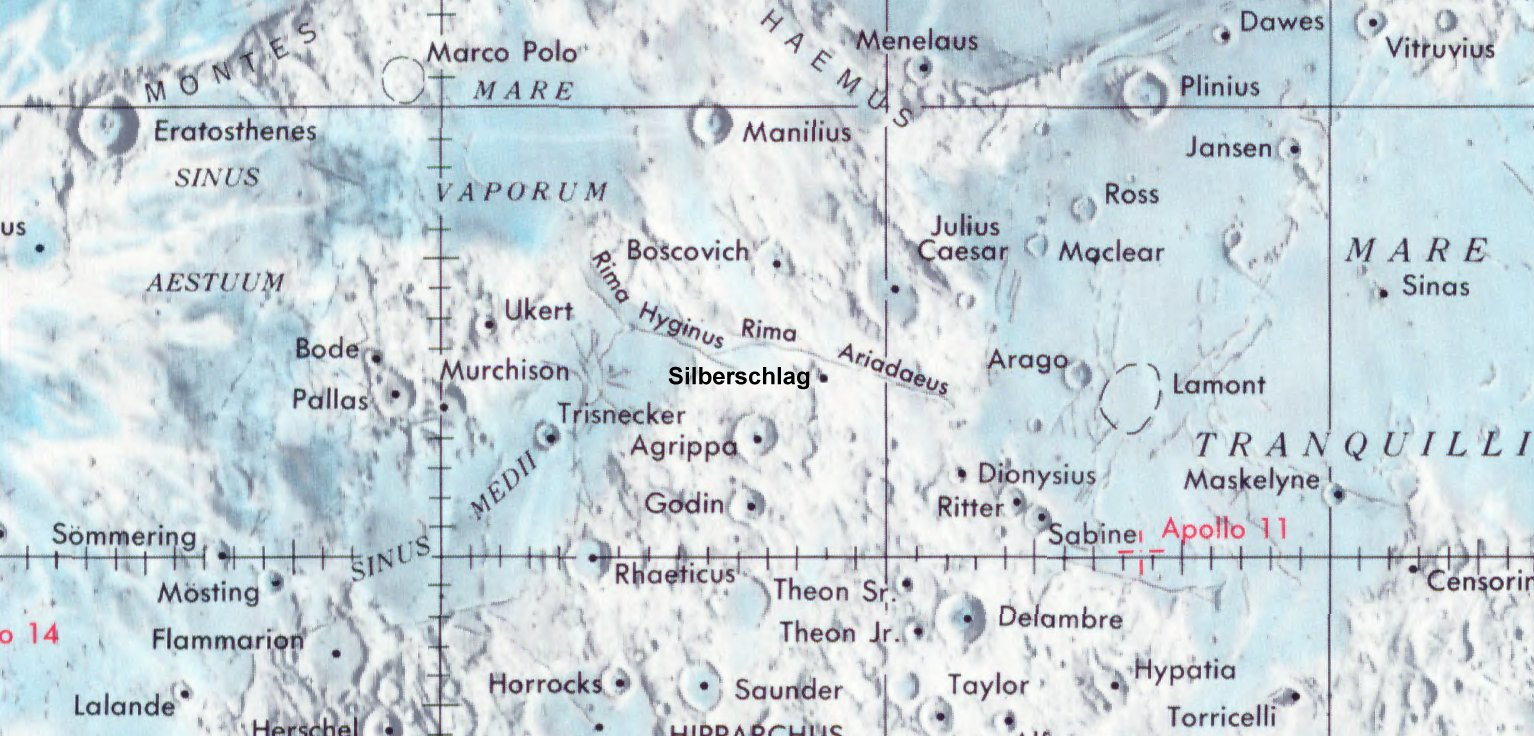
Localització de Silberschlag (centre de la imatge)

Just al nord es troba la prominent Rima Ariadaeus, un ampli canó rectilini que discorre en direcció est-sud-est. Aquesta esquerda té uns 220 quilòmetres de longitud, i continua fins a la riba de la Mare Tranquillitatis a l'est.

## Cràters satèl·lit
Per convenció aquests elements són identificats en els mapes lunars posant la lletra en el costat del punt central del cràter que està més prop de Silberschlag.
|              | \| Silberschlag \| Coordenades \| Diàmetre \| \| ------------ \| ---------------------------------- \| -------- \| \| A \| 6° 54′ N, 13° 12′ E / 6.9°N,13.2°E \| 7 km \| \| D \| 7° 30′ N, 11° 12′ E / 7.5°N,11.2°E \| 4 km \| \| E \| 5° 12′ N, 12° 48′ E / 5.2°N,12.8°E \| 4 km \| \| G \| 5° 42′ N, 13° 48′ E / 5.7°N,13.8°E \| 3 km \| \| P \| 6° 42′ N, 12° 00′ E / 6.7°N,12.0°E \| 25 km \| \| S \| 8° 00′ N, 12° 06′ E / 8.0°N,12.1°E \| 34 km \| |          |
| Silberschlag | Coordenades | Diàmetre |
| A            | 6° 54′ N, 13° 12′ E / 6.9°N,13.2°E | 7 km     |
| D            | 7° 30′ N, 11° 12′ E / 7.5°N,11.2°E | 4 km     |
| E            | 5° 12′ N, 12° 48′ E / 5.2°N,12.8°E | 4 km     |
| G            | 5° 42′ N, 13° 48′ E / 5.7°N,13.8°E | 3 km     |
| P            | 6° 42′ N, 12° 00′ E / 6.7°N,12.0°E | 25 km    |
| S            | 8° 00′ N, 12° 06′ E / 8.0°N,12.1°E | 34 km    |